# Maciej Mikołajczyk
Maciej Mikołajczyk (ur. 21 września 1984 w Łapach) – polski aktor.

## Życiorys
W 2008 roku ukończył studia na Akademii Teatralnej im. Aleksandra Zelwerowicza w Warszawie. Od 2007 roku związany jest z Teatrem Gudejko. Popularność przyniosła mu rola w serialu Wataha, gdzie wcielał się w postać Piotra „Rambo” Wójcika.

## Filmografia
- 2003: Zodiak (etiuda szkolna) – skorpion
- 2005: Kryminalni – rehabilitant Damian Morawski (odc. 30-32)
- 2006: Tor (etiuda szkolna) – ćpun
- 2006: Rodzina zastępcza – chłopak w kafejce (odc. 228)
- 2006: Niania – Piotrek, chłopak Małgosi (odc. 36)
- 2006: Magda M. – komputerowiec Janek Zieliński (odc. 34, 41-42)
- 2006: M jak miłość – chłopak Lidki (odc. 392)
- 2006: Kryminalni: Misja śląska – ochroniarz
- 2006: Na Wspólnej – pracownik kwiaciarni (odc. 606)
- 2006: Egzamin z życia – Marek, kolega Magdy (odc. 47)
- 2006: Dwóch ludzi z klasą (etiuda szkolna) – kelner
- 2006–2007: Dwie strony medalu – „adept” (odc. 12, 25, 26, 29, 32, 33), „Małolat” (odc. 34, 85, 109)
- 2006: Pogoda na piątek – ulotkarz
- 2007: Twarzą w twarz – mundurowy (odc. 5)
- 2007: Ranczo Wilkowyje – doręczyciel poczty kwiatowej
- 2007: Pseudonim Anoda (spektakl telewizyjny) – Staszek
- 2007: Katyń – żołnierz w kantynie w roku 1945
- 2007–2008: Glina – Damian „Miazga” Bender (odc. 13, 15, 20-21, 24)
- 2008: Wydział zabójstw – Piotr Muszyński (odc. 9)
- 2008: WW II. Behind closed doors. Stalin, the nazis and the west – oficer radziecki Nikołaj Brandt
- 2008: Trzeci oficer – pielęgniarz (odc. 5)
- 2008: Tajny współpracownik (spektakl telewizyjny) – krytyk
- 2008: Serce na dłoni – policjant
- 2008: Na dobre i na złe – Marcin Piątek (odc. 341)
- 2008: Klan – uczestnik wykładu doktor Krystyny Lubicz
- 2008: Na Wspólnej – Mateusz (odc. 923-924, 927-928, 934, 937, 944, 946-947, 950, 954, 956-957)
- 2008: My cichociemni. Głosy żyjących – Antoni Nosek
- 2008: Londyńczycy – Michał (odc. 1)
- 2008: Ile waży koń trojański? – chuligan w Sopocie
- 2008: Faceci do wzięcia – hipster (odc. 76)
- 2008: Czas honoru – patriota (odc. 2)
- 2009: Ojciec Mateusz – Karol Nowak (odc. 22)
- 2009: Mniejsze zło – student
- 2009: Generał Nil – Wiesiek
- 2010: Plebania – Darek (odc. 1444, 1446-1448, 1451-1452, 1458, 1460-1462)
- 2010: Oni szli szarymi szeregami – Maciej Bittner
- 2010: Lincz – Marcin Grad, brat Adama
- 2011: Prosto w serce – dziennikarz Giełda TV (odc. 86)
- 2011: Wiadomości z drugiej ręki – instruktor survivalu (odc. 43)
- 2012: Prawo Agaty – Artur Stasiak, brat Iwony (odc. 12)
- 2012: Pierwsza miłość – Szczepan, opiekun na obozie treningowym z terapią
- 2012, 2014: Na krawędzi – policjant Marek
- 2012: Misja Afganistan – Mikołaj Melbor, brat Marcina (odc. 6)
- 2012: Dzień kobiet – pracownik banku
- 2013: W ukryciu – ksiądz
- 2013: To nie koniec świata – piłkarz Igor Leszczyński (odc. 1, 5)
- 2013: Bunny – mężczyzna zaczepiający Blankę
- 2013: Bilet na Księżyc – marynarz Kozłowski
- 2014–2019: Wataha – Piotr „Rambo” Wójcik
- 2014: Obce ciało – policjant w operze
- 2014: Lekarze – Olaf, kolega Filipa (odc. 52)
- 2014: Komisarz Alex – Mirek Stajniak (odc. 63)
- 2014: Kochanie, chyba cię zabiłem – Gruby
- 2014: Kamienie na szaniec – oficer w parku
- 2014–2015: Barwy szczęścia – siłacz (odc. 1210, 1215-1216, 1220, 1226-1227, 1262, 1265-1266, 1268, 1296)
- 2015: Uwikłani – starszy aspirant Igor Trzeciak (odc. Janusz. Dramat ojca)
- 2015: Strażacy – Wojciech Lewicki (odc. 1-3, 9-20)
- 2015–2016: Sprawiedliwy – żandarm
- 2015: Ojciec Mateusz – Paweł Karpiuk (odc. 169)
- 2015: Karbala – szeregowy Minta
- 2015: Dziewczyny ze Lwowa – policjant (odc. 3)
- 2016: Ojciec Mateusz – Bruno Tadziak (odc. 202)
- 2016: Na dobre i na złe – Czarny (odc. 640-643)
- 2017: Pokusa (etiuda szkolna) – pokuśnik
- 2018: Pułapka – policjant drogówki (odc. 2)
- 2018: Pitbull. Ostatni pies – czarny AT
- 2018: Odnajdę cię – Adam
- 2018: Kobieta sukcesu – kierownik hotelu
- 2018: Druga szansa – policjant (odc. 3 sezon 5)
- 2018: Chyłka. Zaginięcie – sierżant Jacek Satanowski (odc. 1, 3, 5-6)
- 2018–2019: Korona królów – kaptur / Stasiek z Wierzbina
- od 2019: Pierwsza miłość – Jan Stańczuk
- 2019–2020: Echo serca – ratownik Bartek Winiarski, mąż Joanny
- 2019: Kurier – adiutant „Bora”
- 2021: Ojciec Mateusz – Robert Zapora (odc. 337)
- 2021: Komisarz Mama – Tomasz Milewski (odc. 12)
- 2021: Pajęczyna – porucznik Robert Bielik w roku 1978
- 2021: Świat według Kiepskich – Max von Finke (odc. 583)
- od 2022: Nieobecni[1]